# Từ trường quay
Trong kỹ thuật điện, từ trường quay là từ trường được tạo ra khi một hệ thống các cuộn dây điện từ đối xứng nhau được cung cấp dòng điện đa pha. Như trong các động cơ điện xoay chiều, từ trường quay xuất hiện khi các cuộn dây trong stator được nối với nguồn điện xoay chiều, sự quay của từ trường kéo theo chuyển động quay của rotor.
Số vòng quay của từ trường:
n (vòng/giây (V/s, r/s hay s−1)
1 s−1 = 60 min−1 (vòng/phút)
Số vòng quay tỉ lệ thuận với tần số f (Hz) của nguồn điện và tỉ lệ nghịch với số cặp cực p:
{\displaystyle n={f \over p}} (s−1) = {\displaystyle {60f \over p}} (min−1)
Từ trường xoay chính là lý do tạo ra được máy làm động đất
| p | n, f = 50 Hz | n, f = 60 Hz |
| - | ------------ | ------------ |
| 1 | 3000 min−1   | 3600 min−1   |
| 2 | 1500 min−1   | 1800 min−1   |
| 3 | 1000 min−1   | 1200 min−1   |
| 4 | 750 min−1    | 900 min−1    |